# Иржи Липтак
Иржи Липтак (на чешки: Jiří Lipták) е чешки състезател по спортна стрелба, състезаващ се в дисциплината трап.
Роден е в Бърно, Чехословакия. Олимпийски шампион е от Токио (2020). Бронзов медалист е от световните първенства през 2010 и 2017 г., европейски шампион е през 2019 г., победител е в 2 етапа за световната купа.

## Участия на Олимпиади
| Олимпиада    | Дисциплина                  | Място |
| ------------ | --------------------------- | ----- |
| Токио (2020) | Ловна стрелба — трап (мъже) |       |